# Вільям Демілль
Вільям С. Де Мілль (англ. William Churchill de Mille; 25 липня 1878, Вашингтон, округ Колумбія, США — 5 березня 1955, Плая-дель-Рей, Каліфорнія, США) — американський сценарист і режисер епохи німого кіно аж до початку 1930-х років. Він спеціалізувався на адаптації бродвейських вистав в німих фільмах.

## Біографія
Де Мілль народився у Вашингтоні, штат Північна Кароліна, в сім'ї драматурга Генрі Черчілля де Мілля (1853—1893) і Матильди Беатріс Семюель (1853—1923), яка народилася в єврейській сім'ї в Англії. Він був старшим братом кінорежисера та продюсера Сесіль Б. Де Мілля. Вільям отримав ступінь бакалавра в Колумбійському університеті з подальшою аспірантурою в Академії драматичного мистецтва.
У 1903 році він одружився з Анною Анджелою Джордж, дочкою заможного економіста Генрі Джорджа. Анна народила Вільяму двох дітей, Агнес де Мілль, яка стала хореографом і Пеггі Джордж, яка стала актрисою.
Професійно, їх життя було стабільним. У 1905 році він став успішним бродвейським драматургом. Його перша п'єса (Сильне серце) була випущена у фільмі його брата під назвою Хоробре серце (1925).
Сесіль зрештою переїхав до Голлівуду, і Вільям послідував за ним. Його режисерським дебютом був Єдиний син (1914). Хоча сьогодні він і не настільки знаменитий, як Сесіль, він був одним з найбільш шанованих режисерів епохи німого кіно. Одна з авторів, які писали сценарії для фільмів де Мілля була Клара Беранже, з якою він одружився в 1929 році.
Вільям Де Мілль був одним з перших членів Академії кінематографічних мистецтв і наук (його брат був засновником Академії).
Де Мілль помер в 1955 році в Плая-дель-Рей, штат Каліфорнія, похований на кладовищі «Hollywood Forever».